# Реки (альбом)
«Реки» — студийный альбом российской рок-группы «Бригада С», выпущенный в 1993 году и являющийся последней работой в истории коллектива перед его распадом. Издавался на компакт-дисках, магнитофонных кассетах и виниловых пластинках.

## История создания
После воссоединения прежнего состава группы «Бригада С» в 1991 году, успевшего ранее разделиться на два лагеря, музыканты создают один из первых трибьют-альбомов в истории российской рок-музыки «Всё это рок-н-ролл». Впрочем, несмотря на успех данной работы, разногласия между лидерами проекта довольно скоро вышли на новый уровень. На последнем этапе существования коллектива в его концертном составе уже появились гитарист Сергей Воронов и басист Анатолий Крупнов, предвещавшие появление абсолютно нового коллектива.
Летом 1992 года группой был записан альбом «Реки». Однако, параллельно участники готовили масштабную акцию «Всё это рок-н-ролл» с участием звёзд отечественного рока, поэтому в продажу новая работа музыкантов поступила лишь весной 1993 года.
Концертная презентация альбома «Реки» прошла в легендарном ДК Горбунова. «Бригада С» представляла свой диск в течение трёх дней — 28, 29 и 30 апреля. Вскоре после данного события группа официально прекратила своё существование, а Гарик Сукачёв объявил о создании нового проекта — «Неприкасаемые».
Релиз альбома осуществила компания «FeeLee». Запись вышла на виниловых пластинках тиражом в 5000 экземпляров, продажи которых стартовали в день московской презентации. Тип упаковки — разворотный конверт, бонусом к которому прилагался многостраничный буклет с текстами песен. Спустя год альбом был переиздан на компакт-дисках. В 2012 году вышло новое издание этой работы на виниле от компании «Мирумир», так же содержавшее буклет с текстами.
Относительно предыдущих работ группы, даже при наличии традиционного «бригадовского» драйва, альбом «Реки» вышел несколько усталым, спокойным и красивым, его песни — пронзительными и драматичными. В своем роде, это было прощание с прежним временем и прежним коллективом. Характерной особенностью альбома также является шумовое пространство между композициями, предоставленное тон-студией кинокомпании «Мосфильм» и состоящее из различных звуков живой природы. Большинство представленных песен до сих пор ротируется на радиостанциях.
Эпиграфом альбома «Реки» служат слова Франциска Ассизкого:
Все святейшие добродетели, храни вас Господь, проистекающих и идущих от Него. В целом мире не наказан ни один человек, кто одною из вас мог бы обладать, если не умрёт он прежде того. Обладающий одною и не повредивший другие, всеми обладает; и повредивший одну, не обладает ни одной и все повреждает...

## Список композиций
Слова и музыка всех песен — Гарика Сукачёва.
| №                   | Название                        | Длительность |
| ------------------- | ------------------------------- | ------------ |
| 1.                  | «На перекрёстке Луны»           | 6:42         |
| 2.                  | «Белый колпак»                  | 5:10         |
| 3.                  | «Эй, мама, я погиб на войне»    | 5:22         |
| 4.                  | «Реки»                          | 6:54         |
| 5.                  | «Чем пахнут твои деньги?»       | 6:09         |
| 6.                  | «Скорый поезд придёт в 6 часов» | 5:03         |
| 7.                  | «Дорожная»                      | 5:14         |
| 8.                  | «Вальс Москва»                  | 7:50         |
| Общая длительность: | Общая длительность:             | 48:24        |

## Видеоклипы
В поддержку альбома было выпущено четыре видеоклипа на следующие композиции:
- «Белый колпак» (1992): широкой аудитории этот ролик не известен ввиду того, что его видеоряд не устроил автора композиции; клиповая версия песни отличается аранжировкой от альбомной. Режиссёр — Григорий Константинопольский.
- «Дорожная» (1992): музыкальное видео стилизовано под короткометражный фильм ужасов, главные роли в котором исполнили музыканты «Бригады С». Режиссёр — Григорий Константинопольский.
- «Скорый поезд придёт в 6 часов» (1993): психоделическое видео, совмещающее анимацию перекладки и игровые кадры с участием лидера группы. Режиссёр — Гарик Сукачёв.
- «Вальс Москва» (1993): ролик похож на короткометражный фильм, в котором буквально за несколько минут показана Москва во всей её красе. Режиссёр — Гарик Сукачёв.

## Участники записи
- Гарик Сукачёв — вокал, акустическая гитара, электрогитара
- Сергей Галанин — бас-гитара, вокал
- Рушан Аюпов — клавишные, баян, вокал
- Кирилл Трусов — гитара
- Пётр Тихонов — труба
- Максим Лихачёв — тромбон
- Алексей Ермолин — саксофон
- Игорь Ярцев — ударные

### Приглашённые музыканты
- Сергей Воронов — губная гармошка, слайд (6)
- Артём Павленко — гитара (1)
- Владимир Голоухов — перкуссия, кабаса, шейкер (2, 5)
- Иван Фёдорович Сукачёв — туба (8)

### Технические данные
- Аранжировка — «Бригада С»
- Звукорежиссура — Сергей Долгов
- Сведение и монтаж — Олег Сальхов
- Записано на студии «SNC records» в июле—августе 1992 года
- Шумовое пространство — киностудия «Мосфильм»